# Peter Olenick
Peter Olenick (1984) es un deportista estadounidense que compitió en esquí acrobático. Consiguió cuatro medallas en los X Games de Invierno.

## Medallero internacional
| \| X Games de Invierno \| X Games de Invierno \| X Games de Invierno \| X Games de Invierno \| \| Año \| Lugar \| Medalla \| Prueba \| \| ------------------- \| ---------------------- \| ------------------- \| ------------------- \| \| 2004 \| Aspen (Estados Unidos) \| Medalla de plata \| Slopestyle \| \| 2004 \| Aspen (Estados Unidos) \| Medalla de bronce \| Superpipe \| \| 2007 \| Aspen (Estados Unidos) \| Medalla de bronce \| Superpipe \| \| 2010 \| Aspen (Estados Unidos) \| Medalla de oro \| High air \| |                        |                   |            |
| X Games de Invierno |                        |                   |            |
| Año | Lugar                  | Medalla           | Prueba     |
| 2004 | Aspen (Estados Unidos) | Medalla de plata  | Slopestyle |
| 2004 | Aspen (Estados Unidos) | Medalla de bronce | Superpipe  |
| 2007 | Aspen (Estados Unidos) | Medalla de bronce | Superpipe  |
| 2010 | Aspen (Estados Unidos) | Medalla de oro    | High air   |